# 贝尼托·洛伦齐
贝尼托·洛伦齐（義大利語：Benito Lorenzi，1925年12月20日—2007年3月3日），意大利前男子足球运动员，场上位置是前锋。他曾代表意大利国家队参加1950年和1954年国际足联世界杯，均止步小组赛。